# Ricordeidae
Ricordeidae is een familie van bloemdieren uit de orde van de Corallimorpharia.

## Geslacht
- Ricordea Duchassaing de Fonbressin & Michelotti, 1860